# В родном городе (роман)
«В родном городе» (в русском переводе чаще встречается название «Коррумпированный город») — детективный роман Росса Макдоналда, выпущенный им под своим настоящим именем — Кеннет Миллар. Был издан в 1947 году, экранизирован в 1986 году.

## Сюжет
Действие романа развивается в 1946 году. Главный герой — 22-летний демобилизованный солдат Джон Вэзер — возвращается в город детства, откуда сбежал 10 лет назад. Вскоре по прибытии парень выясняет, что его отца, который был здесь мэром, убили 2 года назад, и преступление осталось нераскрытым.
Джон — из поколения «сердитых молодых людей». Он понимает, что убийство не было раскрыто умышленно. Ничего не добившись от полицейского детектива Хэнона, он решает сам заняться расследованием.
В ходе расследования Джон обнаруживает, что именно его отец, которого сын считал «честнейшим человеком в Штатах», и был организатором коррупции в городе.

## Цитаты
- «И вы миритесь с тем, что ваши дети вырастут в городе, где полицейские так же порочны, продажны и развращены, как последние жулики и воры? Странно, что у вас нет желания очистить этот город от грязи хотя бы ради ваших детей!» (главный герой обращается к продажному полицейскому, не раскрывшему убийство его отца).
- «Можно было не беспокоиться, что на достопочтенных горожан может повлиять Рабле с его „развращенностью“, или Флобер с его „аморальностью“, или Хэмингуэй с его „порочностью“, или Фолкнер с его „упадничеством“» (мысль главного героя, узнавшего о запрете на некоторых авторов в городе).